# Championnat du monde de snooker à six billes rouges seniors
Le Championnat du monde de snooker à six billes senior (World Seniors 6 Red Championship en anglais) est un tournoi de snooker professionnel et de niveau senior organisé à Belfast au Waterfront Hall.

## Histoire
Introduit au cours de la saison 2018-2019 à l'occasion de la Tournée mondiale seniors, l'édition 2019 est remportée par Jimmy White qui s'impose face au jersiais Aaron Canavan en finale 4 frames à 2.

## Dotation
Le vainqueur est le seul à remporter une dotation :
- Vainqueur : 20 000 £
- Dotation totale : 20 000 £

## Palmarès
| Année | Vainqueur   | Finaliste     | Score | Saison    |
| ----- | ----------- | ------------- | ----- | --------- |
| 2019  | Jimmy White | Aaron Canavan | 4–2   | 2018-2019 |